# Tarzan (serie televisiva 2003)
Tarzan è una serie televisiva statunitense che ha debuttato il 5 ottobre 2003. È basata sui racconti di Tarzan di Edgar Rice Burroughs.
La serie è una rivisitazione contemporanea della storia, ambientata a New York City. Fu cancellata dopo otto episodi.

## Trama
La vita ordinaria del detective della NYPD, Jane Porter, viene sconvolta quando un caso di routine la porta inaspettatamente sulla strada di John Clayton Jr., che preferisce essere chiamato Tarzan. Dopo essere stato creduto morto per 20 anni, John è stato ritrovato nella giungla africana dallo zio  miliardario, Richard Clayton, che è l'amministratore delegato della potente azienda "Greystoke Industries". Tenuto contro la sua volontà a casa di suo zio, Tarzan fugge e si aggira per tutta la città, aiutando la gente che ha bisogno d'aiuto. Incontrando Jane, inizia a seguirla da casa sua fino alle scene del crimine, assistendola contemporaneamente con i suoi casi di polizia per proteggere la metropoli da varie minacce.

## Episodi
La prima stagione Tarzan è incompleta, composta da soli 8 episodi, è stata trasmessa negli Stati Uniti tra il 5 ottobre e il 23 novembre 2003 cancellata per i bassi ascolti
| nº | Titolo originale         | Titolo italiano          | Prima TV USA     | Prima TV Italia  |
| -- | ------------------------ | ------------------------ | ---------------- | ---------------- |
| 1  | Pilot (1/2)              | Un selvaggio a Manhattan | 5 ottobre 2003   | 7 dicembre 2006  |
| 2  | Secrets and Lies(2/2)    | Segreti e bugie          | 12 ottobre 2003  | 7 dicembre 2006  |
| 3  | Wages of Sin             | Io John, tu Tarzan       | 19 ottobre 2003  | 14 dicembre 2006 |
| 4  | Rules of Engagement      | Giustizia sommaria       | 26 ottobre 2003  | 14 dicembre 2006 |
| 5  | Emotional Rescue         | Un incontro pericoloso   | 2 novembre 2003  | 21 dicembre 2006 |
| 6  | Surrender                | Caccia grossa            | 9 novembre 2003  | 28 dicembre 2006 |
| 7  | For Love oh Country      | Guida pericolosa         | 16 novembre 2003 | 4 gennaio 2007   |
| 8  | The End of the Beginning | La fine dell'inizio      | 23 novembre 2003 | 9 gennaio 2007   |